# Glam metal
Pour les articles homonymes, voir GLAM.
Le glam metal (également connu sous les termes hair metal, sleaze metal et souvent désigné comme pop metal) est un sous-genre musical de heavy metal ayant émergé à la fin des années 1970. Le son du genre, comme son nom l'indique, est situé entre le son du heavy metal de Black Sabbath, le son du hard rock de Kiss, et le son du glam rock de Sweet. Les textes traitent généralement de fête, de sexe, et d'alcool. Le glam metal est aussi connu pour son utilisation de power ballad.
Le genre est très populaire pendant les années 1980 et début 1990 mais perd rapidement de sa popularité entre 1991 et 1993 avec l'arrivée du grunge et la sortie d'albums comme Nevermind de Nirvana. Le genre connait depuis des revirements,. Les groupes de glam metal sont connus pour leur utilisation des solos de guitare, leur chanteur/leader énergique, souvent blond et séduisant, et leurs batteurs qui arrivaient non seulement à jouer des morceaux techniquement complexes, mais aussi à mettre en avant un spectacle divertissant (dans la lignée d'Alice Cooper et de Kiss). Beaucoup de groupes utilisaient du fond de teint ou du mascara et portaient des vêtements de cuir noir, ou des jeans avec des foulards, et parfois des clous. La plupart du temps, ils avaient également des chevelures crêpées et permanentées. Les groupes les plus emblématiques sont Mötley Crüe, Poison ou  Ratt.

## Caractéristiques

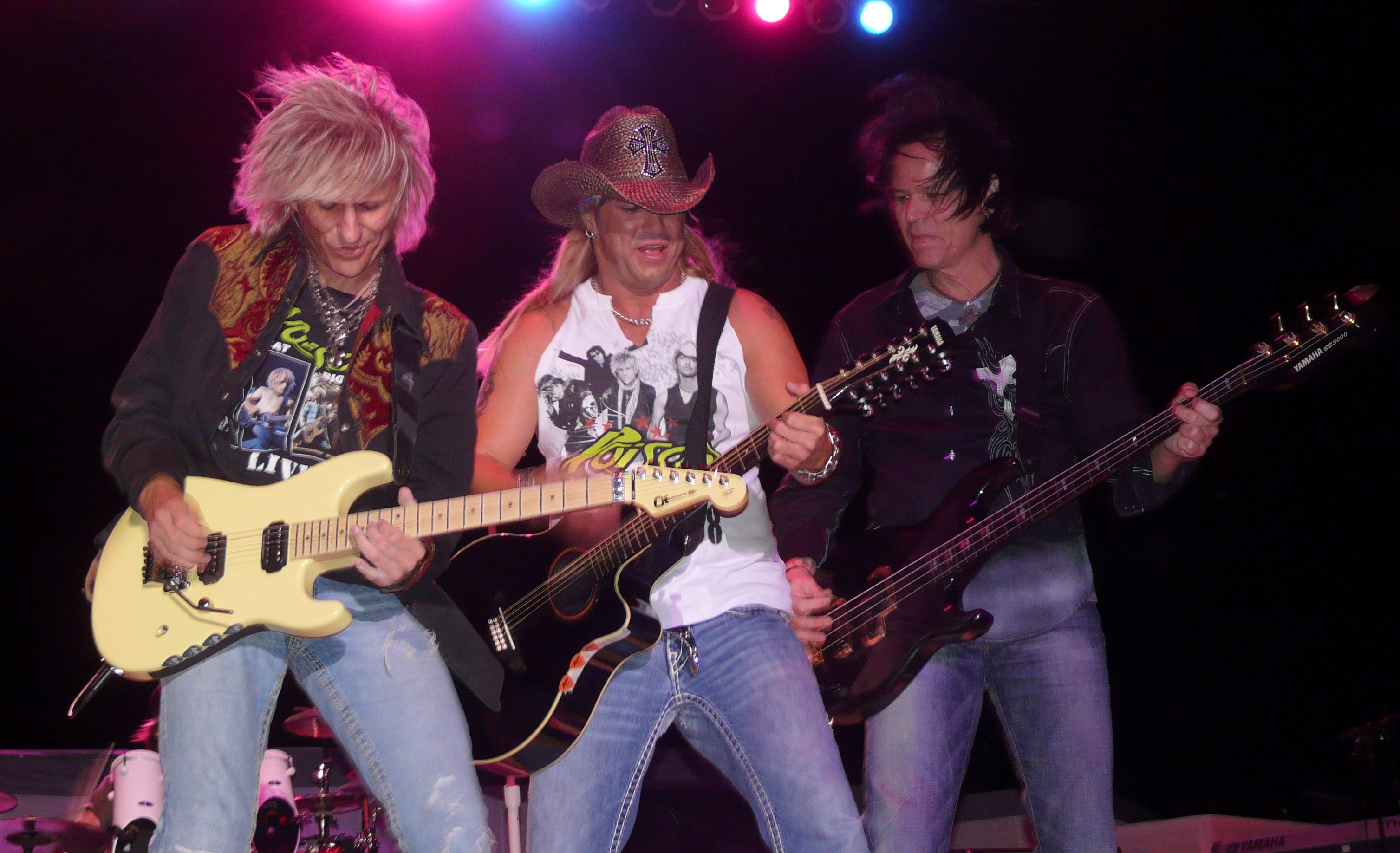
Poison était un extrême du look glam metal.

Musicalement parlant, le glam metal fait usage du heavy metal traditionnel, et incorpore des éléments de hard rock et de punk rock, accompagné de hooks pop entraînants et de riffs de guitare. Comme d'autres chansons de heavy metal dans les années 1980, il fait usage de solos de guitare shred. Ils font également usage d'harmonies, en particulier de power ballads, de chansons longues et émotionnelles qui construit graduellement une finale solide. Les thèmes lyriques sont l'amour et la luxure.
Esthétiquement parlant, le glam metal s'inspire fortement du glam rock ou glitter rock des années 1970 souvent avec de longs cheveux crêpés, l'utilisation du maquillage, et des vêtements et accessoires visibles (notamment jeans en cuir, spandex, et bandeaux).

## Histoire

### Origines

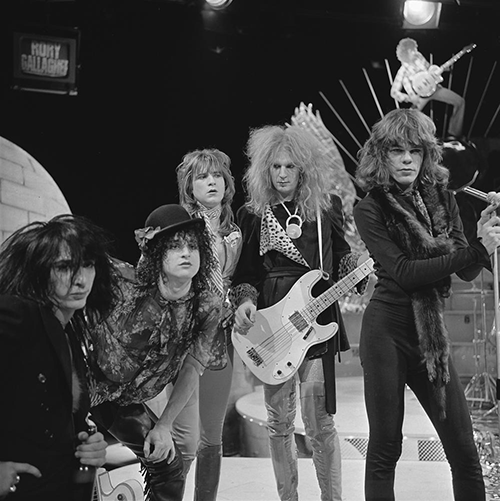
Les New York Dolls en 1973. Leur style visuel a influencé le look des groupes de glam metal pendant les années 1980.

À la fin des années 1960, Alice Cooper (Vincent Furnier) et son groupe du même nom inventent le shock rock en mettant en scène un spectacle provoquant : Alice Cooper y décapite des poupées à la hache et en fin de concert, Alice se fait pendre ou électrocuter sur une chaise électrique, ou décapiter sur une guillotine artificiellement. Tout cela n'est évidemment qu'une mise en scène, Alice Cooper revenant sur scène tel un homme immortel pour jouer ses rappels.
Dès 1973, Kiss, avec maquillages, costumes, musique heavy metal aux relents pop et concerts spectaculaires (explosions, feux d'artifice, flammes, confettis, fumée verdâtre, crachats de sang et de feu par le chanteur/bassiste Gene Simmons qui ne cesse de montrer sa légendaire grande langue, le guitariste Ace Frehley qui tire des roquettes avec sa guitare, le chanteur/guitariste Paul Stanley qui survole la foule sur un câble et qui, en fin de concert, détruit sa guitare, le batteur Peter Criss qui s'envole dans les airs avec sa batterie) est l'un des précurseurs du glam metal et est même considéré comme un groupe de ce genre, il l'est encore plus de 1983 à 1996, période durant laquelle le groupe retirera son maquillage et ses costumes pour adopter un look cuir/mascara proche de celui de Mötley Crüe, Ratt et Bon Jovi. À partir de 1996, les membres de Kiss remettent les maquillages et les costumes qui les avaient établi au rang de légendes du rock. L'influence de Kiss est majeure sur le glam metal, la plupart des groupes du genre citent en effet Kiss comme leur influence principale.
Dans la deuxième moitié des années 1970, certains groupes de hard rock (principalement Styx, Foreigner, Boston et Journey) ont commencé à avoir un certain succès en donnant à leur musique un son un peu plus pop. On voit aussi arriver les premiers synthétiseurs. Leurs chansons passent en boucle sur les chaînes de radio FM. À l'époque, on parlait plutôt de Arena rock (style auquel on peut aussi associer Queen et quelques autres groupes), car les groupes de glam rock, très populaires, remplissaient des arènes et jouaient un rock de masse. Déjà à l'époque, ces groupes sont critiqués par les spécialistes de la musique, qui trouvent leur style trop commercial et trop pop. Au début des années 1980, ces groupes semblent s'épuiser et une nouvelle génération s'apprête à prendre la relève.

### Première vague
La même année que la formation de Kiss débute Twisted Sister, autre groupe majeur du glam metal. Au départ, le groupe est plus classé dans le glam rock et il faudra attendre l'arrivée du chanteur Dee Snider pour que le groupe devienne un groupe heavy metal avec un look particulièrement choquant. Mötley Crüe arrive au début des années 1980, et remportera un succès monstre grâce à des chansons heavy et entraînantes à la fois. Le groupe entre également dans la légende en raison de ses nombreux excès de drogue, de sexe et d'alcool. W.A.S.P. arrive en 1982 avec mascara et costumes et en jouant une musique heavy metal agressive et contenant des paroles controversées et vulgaires, le tout servi lors de concerts horrifiants rappelant le shock rock d'Alice Cooper. Le groupe Ratt aura également beaucoup de succès avec un look coloré et des paroles à connotations sexuelles. Dokken et Quiet Riot, de leurs côtés, vont adopter une image un peu glam mais donneront priorité à leur musique très heavy metal. Kiss, Mötley Crüe, Twisted Sister, W.A.S.P., Ratt, Quiet Riot et Dokken sont donc les représentants de la première vague de glam metal. À ce moment, le Sunset Strip à Los Angeles devient la capitale du glam metal. Clubs, boîtes de nuit et bars de danseuses nues abondent dans ce quartier de la métropole californienne. Le Sunset Strip sera largement fréquenté par des groupes comme Mötley Crüe et Van Halen.
Cependant, c'est en 1983 que le mouvement prend une réelle ampleur commerciale. En effet, l'arrivée en tête des classements de Metal Health, album de Quiet Riot, démontre aux yeux des maisons de disques que le glam metal est viable commercialement parlant. Jusqu'alors, la célébrité et le succès acquis par les groupes comme Twisted Sister, Mötley Crüe ou W.A.S.P., bien que respectables, n'étaient pas comparables à ceux d'artistes plus orientés pop rock : à ce moment-là, Quiet Riot avec Metal Health est le premier vrai groupe de glam metal des années 1980 à dépasser la barre symbolique du million d'albums vendus. Dès lors, plusieurs albums dépasseront le million d'exemplaires[réf. nécessaire] ; on peut citer, entre autres, Out of the Cellar de Ratt et Stay Hungry de Twisted Sister, tous deux sortis en 1984.

### Seconde vague
La première vague de groupes glam metal sera suivie, à partir de 1985, par une seconde vague lancée à partir du Sunset Strip notamment  Poison, Cinderella, Skid Row, Warrant, Faster Pussycat, L.A. Guns. 
Les détracteurs connaissant mal les deux styles auront tendance à les unir en un seul style, le hair metal, nommé ainsi en raison de la chevelure crêpée et permanentée de la plupart des musiciens de glam metal. Néanmoins, l'expression hair metal a aujourd'hui plus ou moins perdu son caractère négatif et est souvent utilisé pour décrire les groupes de glam metal. Vers 1988, le glam metal est à son apogée. Le style est encore plus populaire car il domine les ondes de MTV aux États-Unis. Les vidéoclips de Kiss, Bon Jovi, Mötley Crüe, Twisted Sister et de tous les autres groupes de hair metal passent en boucle. Leurs albums et leurs singles dominent les palmarès. Devant le large succès du style, des groupes de heavy metal traditionnel qui avaient déjà atteint la gloire décident de s'essayer au style le temps d'un single ou deux, parfois avec un album complet : Scorpions, Ozzy Osbourne et même Judas Priest, entre autres[réf. nécessaire].

### Guerre avec le PMRC
Parents Music Resource Center (PMRC) est un groupe de pression américain créé en 1985, dénonçant l'évocation du sexe, de la violence, du satanisme et l'utilisation d'alcool et de drogues dans l'univers de la musique[réf. nécessaire]. À cette époque, certains groupes de glam metal, comme W.A.S.P. et Mötley Crüe, utilisaient des paroles controversées dans leurs chansons, faisant du glam metal l'ennemi numéro 1 du PMRC. La première action du PMRC est d'établir une liste de quinze succès à proscrire[réf. nécessaire].
Le PMRC accuse aussi entre autres Van Halen, Kiss et Queen d'introduire des messages subliminaux dans leurs chansons afin d'inciter l'auditeur à prendre de la drogue et à vénérer Satan. Ozzy Osbourne et Judas Priest furent traînés en cour de justice et accusés d'être responsables du suicide de deux jeunes adolescents qui écoutaient du heavy metal et qui auraient été influencés par des messages subliminaux, mais Ozzy Osbourne et Judas Priest gagnèrent, les messages subliminaux se révélant infondés et le PMRC n'ayant aucune preuve que le suicide soit dû à ce qu'ils écoutent. Évidemment, tous les groupes accusés se défendirent et Dee Snider, chanteur de Twisted Sister, se fera porte-parole du mouvement metal dans son ensemble et ira plaider en faveur des groupes de metal en tout genre devant un jury du PMRC, où il démolira et ridiculisera les arguments du PMRC.

### Déclin
Vers 1988-1989, le glam metal est au sommet de sa popularité, mais une nouvelle génération de jeunes arrive dans les années 1990 et trouve ces groupes totalement ridicules. De plus, un documentaire sorti en 1988, soit The Decline of Western Civilization Part II : The Metal Years, explore l'univers du heavy metal et du glam metal. Les images et les interviews réalisées lors du documentaire démontrent l'envers du décor : Chris Holmes, le guitariste de W.A.S.P. qui se vide une pleine bouteille de vodka dans la bouche et sur la tête ; Steven Tyler, chanteur d'Aerosmith, qui reconnaît avoir dépensé des millions de dollars en drogue ; Paul Stanley, guitariste rythmique et co-chanteur de Kiss qui se fait interviewer dans son lit entouré de filles peu habillées ; et finalement, différents musiciens qui, en ridiculisant les groupies et leurs admiratrices, donnent une image sexiste et machiste du glam metal,. Selon le documentaire The Story of Metal de la chaîne VH1, le film The Decline of Western Civilization Part II: The Metal Years écœure totalement et dégoûte les adolescents fans de glam metal, et auraient donc décidé d'abandonner le metal du Sunset Strip pour écouter du thrash metal (venu de la bay-area avec, principalement, Metallica, Megadeth, Slayer, Anthrax et Overkill) ou, surtout, du grunge. De Seattle, la vague grunge, avec Nirvana comme chef de file, va déferler sur l'Amérique du Nord et balayer le glam metal.
Avec la vague grunge du début des années 1990, le glam metal prend un coup qui n'a pourtant pas fait baisser la popularité de Def Leppard et consors. Whitesnake et Van Halen ont préservé leur popularité en revenant peu à peu vers leur hard rock d'origine, Kiss en revenant à la musique de ses débuts et en remettant son célèbre maquillage des années 1970. La vague grunge a donc plutôt balayé le glam metal, dont les principaux groupes disparaissent pour se reformer un peu plus tard et retrouver leur statut légendaire.

### Troisième vague
Dans les années 1990 et début 2000, une série de groupes glam metal des années 1980 se reforme en remportant beaucoup de succès, Mötley Crüe entre autres. Au début des années 2000, une poignée de nouveaux groupes commence à faire revivre le glam metal pour de bon. The Darkness, Buckcherry et Beautiful Creatures sont les premiers représentants de cette nouvelle vague glam metal, même s'ils ne sont pas réellement des groupes de glam. Leur musique ressemble plus à un hard rock influencé par le glam metal. Le style revient donc véritablement sur le devant de la scène à partir du début des années 2000 avec des groupes comme Wig Wam, Vains of Jenna, Andrew W.K., Hardcore Superstar, Endeverafter, Dirty Penny, Kissin' Dynamite, Malice in Wonderland, Steel Panther, Crashdïet, et Blackrain.
Certains considèrent le visual kei comme une évolution parallèle du glam métal[réf. nécessaire], du fait de l'importance accordée au look et au mélange des sonorités parfois pop du Hard FM avec les guitares saturées du heavy metal.